# Chișcăreni, Sîngerei
Chișcăreni este un sat reședință de comună din raionul Sîngerei, Republica Moldova. Comuna include satele Chișcăreni, Slobozia Chișcăreni și Nicolaevca. Localitatea Chișcăreni este situată într-o regiune pitorească lângă drumul național Brest-Odesa, pe malurile râului Ciulucul de Mijloc, la 110 km de Chișinău, 28 km de Bălți și 25 km de centrul raional - Sîngerei. Suprafața terenului comunei Chișcăreni este de peste 8.000 hectare. Cartografic e poziționat la intersecția coordonatelor geografice: 47°34΄ lat. N, 28°01΄ long. E și are suprafața – 5,95 km2.
Până la 9 ianuarie 1956 satul a fost centru administrativ al defunctului raion Chișcăreni.

## Istoric

### Atestare
În documentele istorice satul este atestat cu denumirea de Zâmbruani, denumire pe care a purtat-o mai multe secole, actuala denumire a apărut în documente prin secolul XVII. De fapt este vorba de contopirea a două localități situate nu departe una de alta.
Astfel, a fost menționat documentar pentru prima dată la 9 martie 1560, când domnul Alexandru Lăpușneanu, întărește proprietatea lui Frimu, Ignat și Simion asupra unei părți de moșie din satul Zimbraoani de pe Ciulucul de Mijloc:
„Ispisoc din 7068 <1560> martie 9, de la domnul Alexandru voievod, tălmăcit de Gheorgii Evloghie, întâritoriu Frimului și lui Ignat și lui Simion, pe jumătate de sat de Zâmbroae, giumătate ce din sus, ce este pe Ciulucul de Mijloc, la Fântână, în gura părăului Zâmbroaei, ce au compărat-o de la Ion, feciorul lui Ivancu, din drese ce au avut de la moșul domniei sale, Ștefan voievod.”
Din document reiese că Ion, feciorul lui Ivancu avusese drepturi asupra moșiei de la Ștefan cel Mare. Astfel, se poate deduce că localitatea e mult mai veche. 
Pe parcursul secolelor localitatea a cunoscut perioade de înflorire și perioade de declin, cauzate de secete și boli. Pe timpuri bunăstarea unui sat era socotită după aspectul bisericii din sat și dacă avea școală.

### Perioada țaristă
La primul recensământ țarist din anul 1817, în Zimbroani din ocolul Câmpului, ținutul Iași, au fost numărați 2 preoți, 2 dascăli, 1 pălămar, 1 diaci, 1 mazili. Pătura socială inferioară: 127 de gospodării, 4 văduve, 23 burlaci, în total birnici 158 bărbați și femei. Moșia aparține logofătului Dimitrie Sturdza. Pământ arabil, fânaț și pășuni îndestulat, sunt 3 heleșteie, 1 moară, 9 fălci de vie boierească, 2 livezi țărănești și o pădurice (rediu) îngrădită.
Pe la mijlocul secolului XIX moșiile satului sunt în stăpânirea boierului Nicolae Casso, numit în popor Cașu, un om de o vastă erudiție și cultură. Pe acele vremuri centrul cultural al satului era biserica din sat, situată pe teritoriul actualului magazin de produse alimentare.
În anul 1859 în satul Chișcareni, de pe Ciulucul de Mijloc, erau 157 case, 500 bărbați, 471 femei și 1 biserică ortodoxă.
Biserica era de lemn și a funcționat până la deschiderea actualei biserici, adică până la 1909. Prima școală a fost deschisă de Nicolae Casso pe la 1868, pe lângă biserica din sat. 
Datele statistice publicate în anul 1886 indică în Chișcăreni 307 curți, 1471 locuitori, biserică ortodoxă, băcănie, fabrică de prelucrarea lânii, moară cu aburi.
Prima bibliotecă în sat de asemenea a fost deschisă de Nicolae Casso pe la 1890 și funcționa pe lângă biserică. Din civilizația boierului a rămas ca martor doar movila din preajma actualei școli. Clădirile auxiliare ale școlii ruse de pe timpuri, tot ca școală funcționaseră, dar nu dispunem de date când au fost deschise. A mai rămas și denumirea mahalalei de “Grădina Boierească” unde pe teritoriul actualei școli a fost „Conacul Boieresc”, devastat la 1918 în urma evenimentelor de pe atunci.

### În componența României Mari
În Dicționarul statistic al Basarabiei din 1923 ne oferă următorii descriptori pentru satul Chișcăreni din plasa Slobozia Bălților: regiune de deal cu vârfurile Redi, Zambroaia și Bahutoaia; 500 de clădiri și 650 de menaje; 1650 bărbați și 1710 femei. Însemnările economice notează în Chișcăreni târg săptămânal în ziua de marți, gospodărie boierească (7 case locuite și 3 - nelocuite), cooperativă de consum „Progres”, cooperativă agricolă „Basarabia”, 3 mori de aburi și 1 moară de vânt. Sfera socială era reprezentată de școală primară de băieți și biserică ortodoxă. Autoritățile administrative erau reprezentate de primărie, reședință de plasă, poștă de cai (12 cai, 3 trăsuri), telefon, judecătorie rurală de ocol, post de jandarmi și agent sanitar.
În anul 1924, primar al satului Chișcăreni a fost Vitalie Vesilovschi, notar Smolenschi Nicolae, învățătoare: Zinovia Cioban, Maria Dimitrov, preot Țan Gheorghe. Activitatea economică era prestată de 4 băcănii (deținute de Șaimi Chemelimaher, Ion Iasencu, Gheorghe Nedelcovici, Grigore Robu); 1 bancă populară - Tovărășia de credit „Chișcăreni” cu un capital de 14.175 lei, președinte fiind Nionilă Toșcenco, Societatea de consum cooperativă „Progresul”; 4 cârciumi (Rahmil Abramzon, Ihel Gheliman, Moșco Ghitiș, Evdochiu Robu); 1 croitor (Iancu Șerman); 1 măcelar (David Abramzon); 3 mori cu abur (Moșco Fridamn; Cezar Novițchi, Anton Vaschevici), 1 teasc de ulei (Bronislav Patertevici). Propritari de moșii: Borcia Antonevici – 100 ha, Borcia Alex. – 159 ha; Șt. Laganovici – 103 ha, Cezar Novițchi – 219 ha, Efrosina Rădăuțan – 100 ha.
Între anii 1925 - 1929 a fost reședința plășii Chișcăreni, județul Bălți.
În anul 1930 are loc recensământul general al populației care a înregistrat 3374 de locuitori, inclusiv: români - 3087 persoane, germani - 4 persoane, ruși - 76 persoane, ucraineni - 34 persoane, polonezi - 41 persoane, evrei - 75 persoane, 2 greci și 55 țigani. Din punct de vedere lingvistic, 3162 locuitori au declarat limba română în calitate de limbă maternă, 65 locuitori - limba rusă, 26 locuitori - limba ucraineană, 19 locuitori  - limba poloneză, 71 locuitori - limba idiș, 29 locuitori - limba țigănească și  2 locuitori au indicat o altă limbă.
Țăranii primesc pământ în proprietate. Școala din sat este una primară, pe parcursul anilor devine una generală, adică până la 7 clase. Din sat pleacă la studii primii copii printre care a fost Andronic Vasilie. Anul 1940 au loc primele deportări și este arestat directorul școlii de pe atunci dl. Gheorghianu și cetățeanul Buliga. În anii războiului o parte din săteni sunt înrolați în armata română, altă parte în armata rusă. Mulți din ei nu s-au mai întors.
Anul 1944 prezintă un nou val de deportări pe motive politice și secetă care a făcut ravagii și la noi în sat.

### Perioada sovietică
Anul 1949, 06 iulie – se manifestă printr-un nou val de deportări. Circa 30 de familii au fost rupte de la vatra satului și duse în înghețata Siberia, de unde au revenit acasă foarte puține familii.
Istoria de mai departe a satului (anii 50-90) a fost caracteristică majorității localităților prin colectivizarea gospodăriilor, construcția socialismului și cea a comunismului ca mai apoi să ne prăbușim la fundul prăpastiei, de unde nu se știe cine și când ne va salva.
Până în 1956 Chișcăreni a fost centrul raional și totodată centru religios, economic, cultural, educativ pentru satele din jur.

## Aspecte importante din viața comunei
În satul Chișcăreni, biserica (Sf. Nicolae) a funcționat tot timpul, sub diferite regimuri. Locuitorii satelor din împrejurimi veneau la biserica din Chișcăreni.
Piața din Chișcăreni a funcționat din cele mai vechi timpuri și funcționează și în prezent. De fapt sunt două piețe, una de animale și de cereale, cealaltă de mărfuri industriale și alimentare. Ambele sunt cunoscute în mai multe raioane ale republicii.
La Chișcăreni au loc festivaluri de rang raional, cu participarea unor ansambluri de muzică populară, teatre populare și colective cu titlul Model.
În Chișcăreni există un liceu (fosta școală medie) și un internat pentru elevii din alte localități.
La Chișcăreni a fost implementat proiectul pilot de energie regenerativă din deșeuri agricole. De exemplu, încălzirea în clădirea Liceului cu trei etaje și în clădirea gimnaziului.
Cel mai important agent economic este compania Roșiori-Lux SRL, condusă de Nicolae Moraru, unul dintre cei mai buni specialiști agricoli din republică. Roșiori-Lux are relații de parteneriat cu companii din Polonia, Ungaria, România, Rusia și Ucraina. Calitatea managementului asigură menținerea fondurilor fixe, calitatea deosebită a culturilor, a livezilor de meri (dotate cu un sistem de irigații prin picurare), a plantațiilor de pepene verde (unde se aplică metode speciale sub folie) etc.
Primăria Chișcăreni dispune de un post de radio local, cu emisiuni zilnice și care contribuie la dezvoltarea comunitară.
La Chișcăreni activează numeroși sportivi judocani, care au obținut rezultate remarcabile în competiții europene. Printre aceștia se numără și campionii europeni Veaceslav Manole, Sergiu Oșlobanu, Cristina Bușanu și Denis Gîncescu. Antrenor le este Iulian Piatcovschi, antrenor emerit al Republicii Moldova. Primăria comunei Chișcăreni a inițiat și ținut, timp de câțiva ani, o competiție internațională de judo coordonată de antrenorul Piatcovschi.
În localitate funcționează un bancomat și se află filiala unei bănci, unde se efectuează și schimb valutar.

## Repere turistice
Biserica Sf. Nicolae din Chișcăreni a fost construită timp de 14 ani și sfințită la 22 mai 1909. Cu prilejul centenarului, edificiul a trecut prin renovare amplă. Construcția este impunătoare, de tip catedrală. Are icoane interioare pe lemn foarte prețioase, provenite din biserica veche, de lemn (din 1782), care a existat înainte de construirea acestei biserici. Are iconostas aurit foarte frumos. Parohul bisericii, Gheorghe Lungu, se bucură de stima și încrederea enoriașilor și participă la soluționarea oricăror probleme de interes comunitar. A fost inițiatorul instalării pe locul bisericii de lemn a unei răstigniri, construcție din piatră de Cosăuți.
Movila lui Casso. Este un element al fostului conac boieresc și al parcului aferent. Nicolae Casso a fost o personalitate de o cultură vastă și o înțelepciune excepțională. I se spunea "filozoful din Chișcăreni". Pe locul  unde se află clădirile liceului, gimnaziului și punctul de vinificație se afla grădina boierească a boierului „Cașu” (cum îi ziceau localnicii). Fiind mare bibliofil, colecționar de carte, a întemeiat o bibliotecă bogată și o galerie de picturi de valoare deosebită. Potrivit unei legende, boierul Casso i-a reproșat odată soției sale, Smaranda: „Smarando”, tu preferi să aduni diamante, eu însă am să ridic lângă conac o movilă. Diamantele-s trecătoare, iar movila o să rămână pururea în amintire.
Boierul Casso a construit două școli pe terenul "Grădinii boierești". Clădirile există și astăzi: școlile din cărămidă roșie. Una dintre ele va fi transformată în muzeu. Cealaltă au loc ședințele cercului de electronică al centrului de creație și agrement din Chișcăreni. În aceeași clădire își are sediul întreprinderea municipală Servcom-Chișcăreni.
Gospodăria piscicolă: iazuri cu o suprafață totală de 110 hectare. 12 iazuri se află la bilanțul primăriei și sunt date în arendă pentru piscicultură.
Ocolul silvic: cu păduri de suprafață mare, cu impunătorul deal al Rediului, care pare fragment de munte carpatin. Este creată o rezervație de fazani cu locuri frumos amenajate. Fauna pădurilor cuprinde mistreți, vulpi, căprioare, iepuri. Locurile sunt pitorești, la marginea zonei păduroase sunt lacuri cu lebede. Ocolul silvic dispune de „Casa Vânătorului”, clădire cu două etaje, loc de cazare și odihnă. Lângă această casă sunt construite foișoare, locuri pentru frigărui.
Tabăra de odihnă (renovată) se află într-un crâng de nuci, în apropierea unui lac. Este prevăzută cu foișoare, un stadion și mult spațiu verde.
Comuna Chișcăreni are mulți meșteri populari, care țes covoare, brodează, prelucrează lemnul, împletesc în lozie, prelucrează tabla.
Cămin cultural Arhivat în 14 iulie 2014, la Wayback Machine. (renovat): activează șapte grupuri artistice, dintre care patru au titlul Model .
Gospodăria țărănească Vasile Turtureanu: crește prepelițe, comercializează ouă de prepelițe și carne de prepeliță.
Apicultură. Mai multe familii de prisăcari Soții Iurie și Mariana Turtureanu preconizează construcția unui muzeu al albinăritului.

## Sport
În localitate activează clubul de fotbal FC Spicul Chișcăreni, care din sezonul 2015-2016 evoluează în Divizia „A”, eșalonul secund al fotbalului moldovenesc.

## Personalități

### Născuți în Chișcăreni
- Iacob Popovici (n. 1939), fost Ministrul Învățământului al RM.
- Petru Patron (n. 1935), doctor habilitat în științe agricole, membru corespondent al AȘRM.
- Ion Paladi (n. 1984), interpret de muzică populară
- Sergiu Oșlobanu (n. 1986), jucător de sambo moldovean
- Gheorghe Șușu, doctor în științe agricole, profesor la Universitatea Agrară din Chișinău
- Tudor Patron, actor

### Localnici de onoare
- Ion Cioina, întreprinzător din Chișinău
- Gheorghe Ursachi, fost director al Moldtelecom SA
- Nicolae Moraru, directorul companiei Roșiori-Lux SRL
- Mihai Zadnipru
- Anișoara Plăcinta (Prisacari), interpretă de muzică populară

## Vezi și
- Raionul Chișcăreni